# Antiprotestantismo

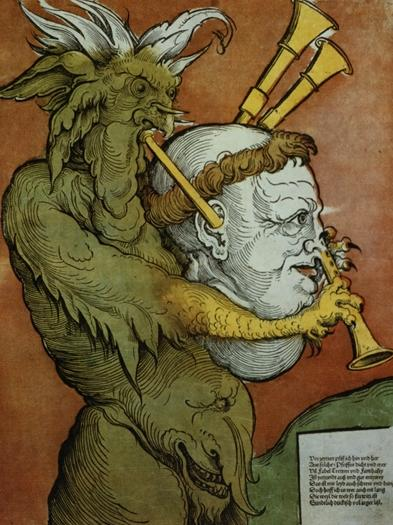
Lutero como a gaita de foles do diabo, caricatura de Eduard Schoen c. 1535, Castelo de Friedenstein, Gota, Alemanha.

Antiprotestantismo é o preconceito, ódio ou desconfiança contra algumas ou todas as denominações do protestantismo e seus seguidores.
O antiprotestantismo remonta a antes da própria Reforma Protestante, quando vários grupos pré-protestantes, como Arnoldistas, Valdenses, Hussitas e Lollardistas foram perseguidos na Europa Católica Romana. Os protestantes não foram tolerados na maior parte da Europa até que a Paz de Augsburgo de 1555 aprovou o luteranismo como uma alternativa ao catolicismo romano como religião oficial de vários estados dentro do Sacro Império Romano-Germânico. O calvinismo não foi reconhecido até a Paz de Vestfália de 1648. Outros estados, como a França, fizeram acordos semelhantes nos estágios iniciais da Reforma. A Comunidade Polaco-Lituana teve uma longa história de tolerância religiosa. No entanto, a tolerância parou após a Guerra dos Trinta Anos na Alemanha, a perseguição aos huguenotes e as guerras religiosas na França, a mudança de poder entre os governantes protestantes e católicos romanos após a morte de Henrique VIII da Inglaterra e a lançamento da contrarreforma na Itália, Espanha, na Áustria e Polônia-Lituânia. O anabatismo surgiu como parte da Reforma Radical, sem o apoio do estado que o luteranismo e o calvinismo desfrutavam e, portanto, foi perseguido. O desacordo teológico inicialmente levou a uma rivalidade luterano-reformada na Reforma. Os protestantes na América Latina foram amplamente alvo de ostracismo até a abolição de certas restrições no século XX. O protestantismo se espalhou com o evangelicalismo e o pentecostalismo e recebeu muitos adeptos. A América do Norte tornou-se um abrigo para os protestantes que fugiam da Europa após o aumento da perseguição.
A perseguição aos protestantes na Ásia pode ser colocada sob um escudo comum da perseguição que os cristãos enfrentam no Oriente Médio e no norte de África, onde o Islã é a religião dominante.

## História

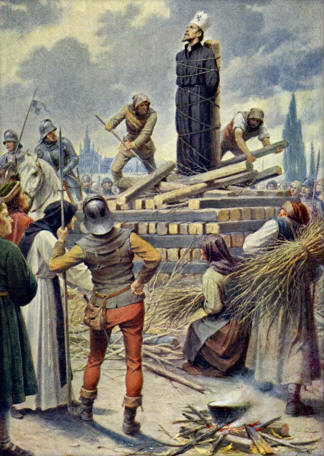
Representação imaginária da morte de Jan Hus na fogueira.

Um dos grupos pré-protestantes a serem perseguidos por católicos antes da Reforma foram os valdenses, acusados de heresia e e inicialmente suprimidos com armas pelos católicos. Em 1211, mais de 80 cristãos valdenses foram queimados em Estrasburgo, um massacre que antecipou séculos de perseguição aos valdenses, que saíram dizimados (o movimento quase desapareceu).
Durante o Concílio de Constança, o teólogo Jan Hus foi condenado à fogueira e morto em 1415. Ele assumira posições muito críticas em relação ao poder eclesiástico e à infalibilidade do pontífice, posições próximas às de John Wyclif e dos valdenses. Mais tarde, seus pontos de vista influenciaram, entre outros, Martinho Lutero. Seus seguidores, os hussitas, também sofreram oposição de Roma com as chamadas Guerras Hussitas, originada logo após a Defenestração de Praga em 1419.

### Contrarreforma e guerras religiosas
Após a condenação da heresia emitida em 1521 pelo Papa Leão X contra Lutero e suas teses com a promulgação da bula Decet Romanum Pontificem, vários príncipes alemães decidiram se unir ao luteranismo para se libertar do controle político e financeiro de Roma, protegendo tanto os reformador do que seus seguidores. Frederico III, Eleitor da Saxônia, conhecido como "o Sábio", ofereceu-se pela primeira vez para proteger Lutero em Wartburg (mais tarde Lutero apelaria ao direito divino dos reis para interromper a Guerra dos Camponeses quando voltasse a Wittenberg). O Luteranismo, juntamente com o zwinglianismo e o calvinismo se espalhou rapidamente pela Alemanha e norte da Europa. 
As Igrejas Ortodoxas Orientais tiveram comparativamente pouco contato com o Protestantismo por razões geográficas, linguísticas e históricas. As tentativas protestantes de aliarem-se à Ortodoxia Oriental mostraram-se problemáticas. Em geral, a maioria dos ortodoxos tinham a impressão de que o protestantismo era uma nova heresia que surgiu de várias heresias anteriores.[carece de fontes?]
A Escandinávia como um todo adotou o protestantismo. Em 1523, o rei Gustavo Vasa da Suécia rompeu qualquer tipo de relação com Roma depois desta se intrometer nos assuntos eclesiásticos suecos - a Suécia tinha sido fortemente influenciada pelo clérigo Olaus Petri, principal líder da reforma no país. Em 1527, na Dieta Västerås, Gustavo I impôs seu domínio sobre todos os bens da Igreja Nacional. Na Dinamarca, o rei Frederico I e seu filho Cristiano III abandonaram gradualmente o catolicismo em favor da fé luterana.. Em 1536, Cristiano III põe fim definitivamente a autoridade dos bispos católicos na Dinamarca com a ajuda da assembléia nacional.
Na Inglaterra, após a recusa expressa pelo Papa Clemente VII de cancelar o casamento entre o rei Henrique VIII e Catarina de Aragão em favor de um segundo casamento com Ana Bolena, Henrique VIII, em 1529, reivindicou alguns poderes exclusivos do Papa, como a nomeação de bispos, e casou-se com Ana de qualquer maneira - o segundo casamento e a dissolução do primeiro foram aprovados pelo Arcebispo da Cantuária, na época Tomás Cranmer. Clemente VII excomungou o rei inglês, que reagiu com a emissão do Ato de Supremacia (1534), uma disposição legislativa graças à qual Henrique VIII e todos os reis subsequentes da Inglaterra se tornariam líderes supremos da Igreja Anglicana. As conseqüências políticas e econômicas desse ato logo ficaram evidentes - todos os pagamentos anteriormente pagos ao papa eram agora pagos à coroa.

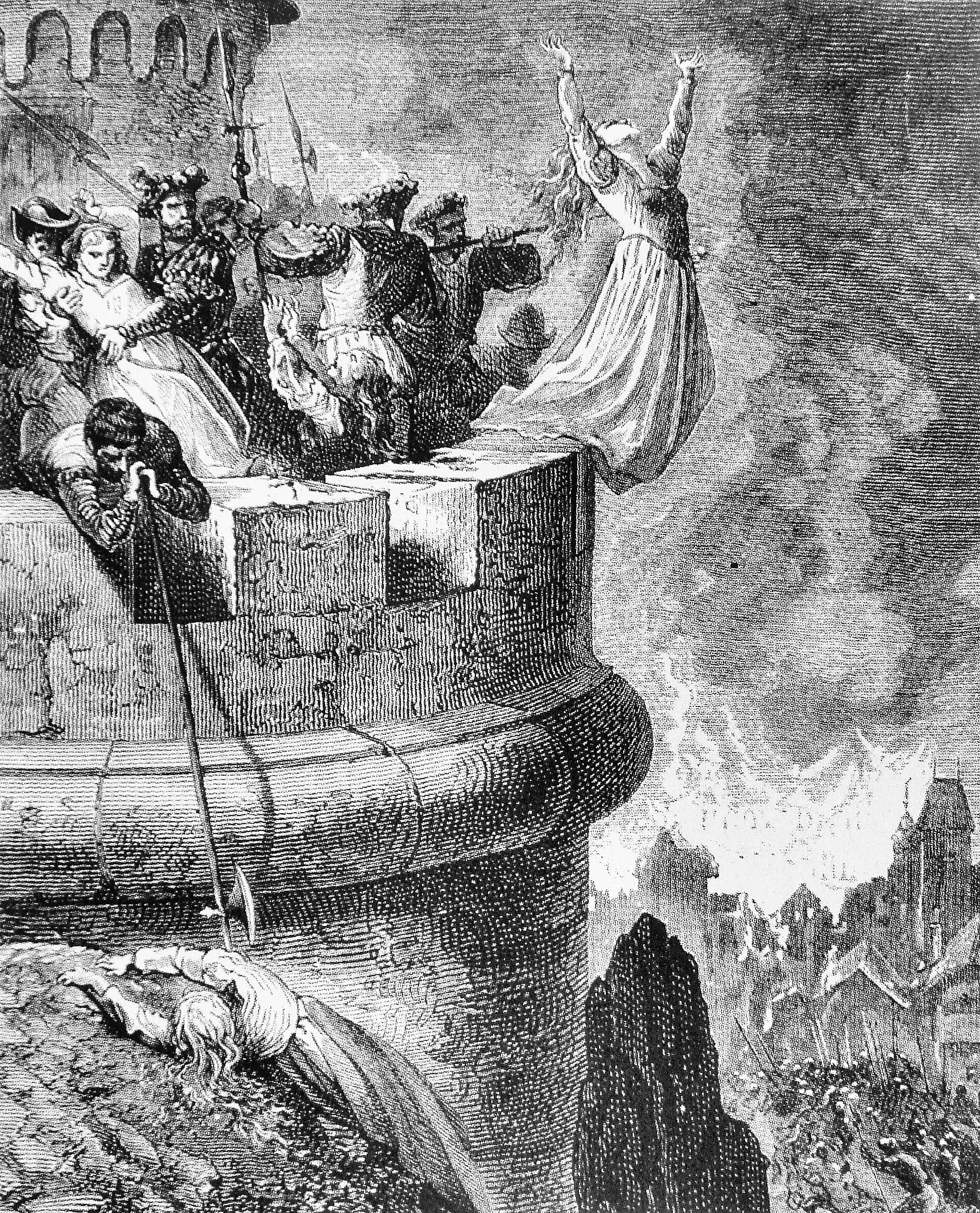
O massacre dos valdenses de Mérindol, gravura de Gustave Doré.

Após as condenações iniciais de heresia feitas pela Igreja de Roma contra os reformadores protestantes e a reforma Inglesa, a contrarreforma foi iniciada a partir de 1545, cujos protagonistas eram a Ordem dos Jesuítas e a Inquisição romana. No mesmo ano, o rei católico Francisco I da França ordenou que suas tropas matassem todos os valdenses da Provença - o episódio mais conhecido dessa ofensiva é o Massacre de Mérindol, juntamente com o Massacre de Lacoste (Vaucluse), no qual centenas ou talvez milhares de valdenses foram assassinados e suas aldeias destruídas. A partir desse período, a Alemanha central e nordeste se tornou protestante, enquanto a parte sul e oeste permaneceu majoritariamente católica. Em 1547, o imperador Carlos V derrotou a Liga de Esmalcalda, uma aliança de príncipes protestantes que queriam proteger seus territórios e súditos dos católicos. Na Itália, os valdenses também foram duramente perseguidos - primeiro pela inquisição, com o Massacre dos valdenses da Calábria (1561), e depois pelos soldados católicos do Ducado de Saboia, no Piemonte, durante as Guerras Saboia-Valdenses e, posteriormente, a Páscoa piemontesa (1655), a série mais conhecida de massacres a esse respeito.
Na França, onde os calvinistas franceses eram conhecidos como huguenotes, houve verdadeiras guerras de religião entre protestantes e católicos, decorrentes do caso dos cartazes, controvérsia relacionada a algumas críticas à Eucaristia Católica, que logo se espalharam pela nação inteira. Francisco I reagiu estabelecendo a câmara ardente, um tribunal especial para julgar protestantes huguenotes - milhares destes emigraram em massa para países mais tolerantes, como Alemanha e Suíça, por exemplo João Calvino, que se estabeleceu em Genebra.

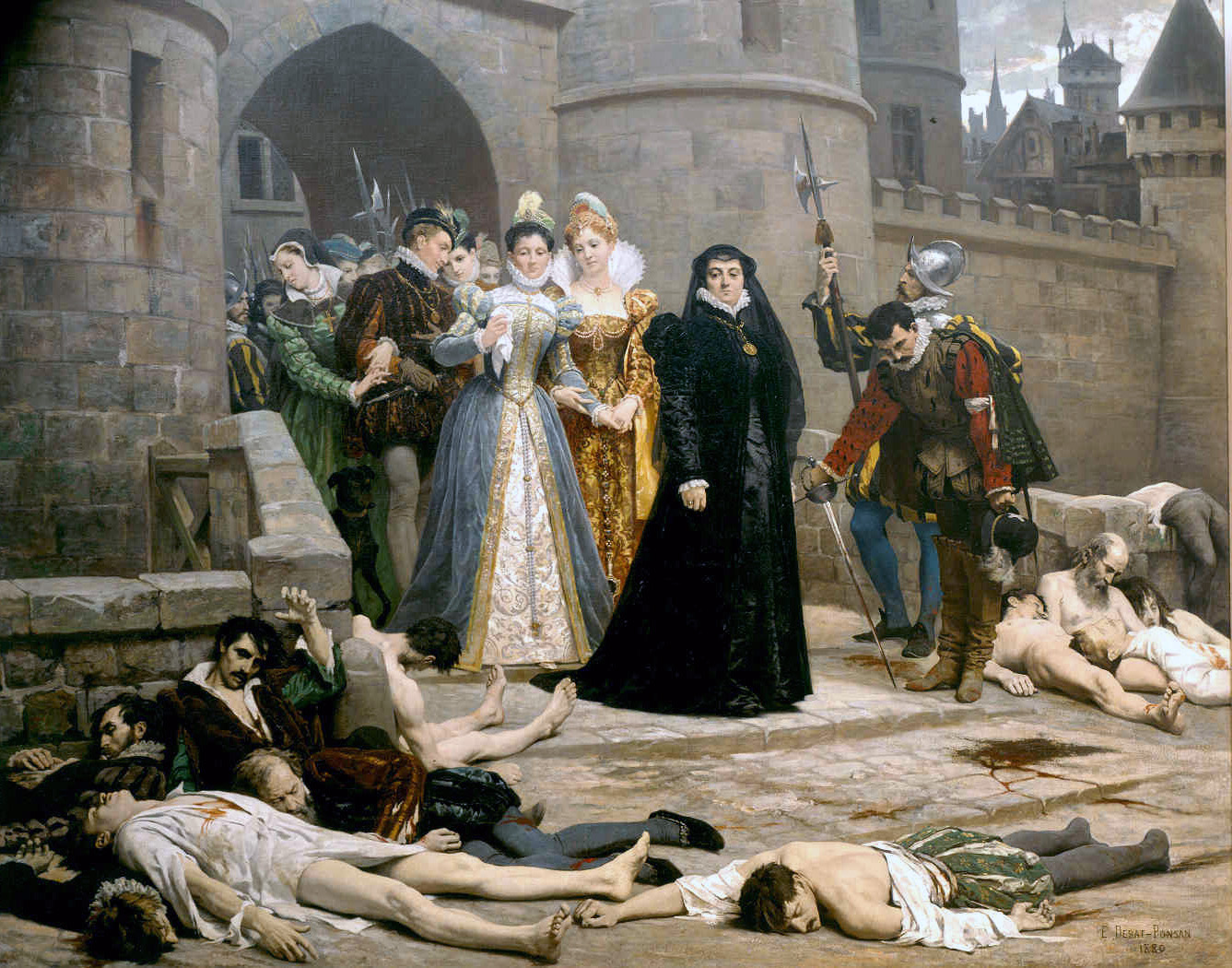
Catarina de Médici observa os cadáveres dos huguenotes após o massacre da noite de São Bartolomeu. Pintura de Édouard Debat-Ponsan, 1880, Museu de Arte Roger-Quilliot.

Apesar da perseguição antiprotestante conduzida por Francisco I e seu filho Henrique II, a Reforma no território francês conseguiu expandir-se, alcançando os interesses da burguesia e da nobreza francesa, irritada e oprimida pela obstinação e complacência da Igreja Católica. Ao longo dos anos, o protestantismo francês assumiu um caráter político muito diferente, tornado ainda mais óbvio pela conversão de aristocratas na década de 1550 - nesse contexto, guerras religiosas se desenvolveram. A indignação e as atrocidades cometidas pelos soldados das várias facções marcaram esse período de fraqueza e contínuas guerras civis, e o massacre da noite de São Bartolomeu, que vitimou entre 5.000 e 30.000 protestantes huguenotes. O conflito terminou em 1598 com a assinatura do Édito de Nantes.  Situação completamente diferente na Espanha, já que qualquer tentativa de divulgar textos protestantes ou traduções da Bíblia foram suprimidas pela Inquisição Espanhola, sob o reinado de Filipe II. Aqueles que violaram a lei, como Rodrigo de Valer, foram condenados à prisão perpétua. O desprezo de Filipe II pelos protestantes teria sido uma das causas que levariam à eclosão da Guerra dos Oitenta Anos contra os Países Baixos.
No século XVII, após a Guerra dos Trinta Anos e a Paz da Vestfália que encerrou o conflito, a Igreja Católica havia perdido definitivamente, juntamente com várias possessões territoriais e áreas de influência na Europa Central, um número considerável de fiéis.
Em 1771, o bispo católico Charles Walmesley publicou História Geral da Igreja Cristã desde seu nascimento até seus Estados Triunfantes Finais no Céu, deduzido principalmente do Apocalipse de São João Apóstolo, escrito sob o pseudônimo de Signor Pastorini. O livro previa o fim do protestantismo e particularmente a destruição por Deus das igrejas anglicanas em 1825. Foi popular entre os católicos irlandeses até a Emancipação Católica, no início do século XIX.
No século XIX e depois, alguns pensadores ortodoxos orientais, como Berdiaev, Seraphim Rose e John Romanides, acreditavam que o norte da Europa havia se tornado secular ou praticamente ateu devido ao fato de ter sido protestante anteriormente. Em épocas recentes, o antiprotestantismo ortodoxo cresceu devido ao proselitismo protestante agressivo em países predominantemente ortodoxos.[carece de fontes?]

### Idade Contemporânea

#### Itália Fascista
Em 1870, o recém-formado Reino da Itália anexou os Estados Papais, privando o Papa de seu poder temporal. No entanto, o domínio papal sobre a Itália foi posteriormente restaurado pelo regime fascista italiano (embora em escala muito reduzida) em 1929 como chefe do estado da Cidade do Vaticano; sob a ditadura de Benito Mussolini, o catolicismo tornou-se a religião oficial da Itália fascista.
Em 1938, as Leis Raciais Fascistas e o Manifesto da Raça foram promulgados pelo regime fascista para proibir e perseguir judeus e protestantes italianos, principalmente evangélicos e pentecostais. Milhares de judeus italianos e um pequeno número de protestantes morreram nos campos de concentração nazistas.
Em 2014, o Papa Francisco pediu desculpas pelos crimes cometidos pelos fascistas contra estes na ocasião de uma visita a uma igreja pentecostal em Caserta.

#### Espanha Franquista
Durante a ditadura de Francisco Franco (1936-1975), o protestantismo foi deliberadamente marginalizado e perseguido. Durante a Guerra Civil, o regime de Franco perseguiu os 30.000 protestantes do país e forçou muitos pastores protestantes a deixar o país. Vários líderes protestantes foram mortos. Uma vez que o regime autoritário foi estabelecido, Bíblias de cânon protestante (contendo 66 livros, sete livros a menos que as Bíblias de cânon católico) foram apreendidas pela polícia e escolas protestantes foram fechadas. Embora a Declaração de Direitos da Espanha de 1945 permitisse a liberdade de culto privado, os protestantes sofriam discriminação endossada pelo Estado e os cultos religiosos não católicos não eram permitidos publicamente, na medida em que não podiam ser realizados em prédios com placas externas indicando que fosse uma casa de culto e que as atividades públicas eram proibidas.

#### Irlanda

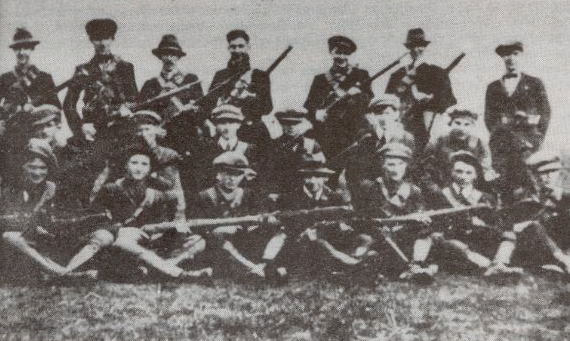
Soldados do IRA durante a Guerra de Independência da Irlanda em 1921.

Durante muito tempo, a Irlanda e a Irlanda do Norte foram atravessadas por conflitos entre irlandeses e britânicos, que pioraram depois que Henrique VIII da Inglaterra concedeu a autoridade religiosa do território à Igreja Anglicana da Irlanda. A hostilidade contra os protestantes na Irlanda também se deve a razões patrióticas e unionistas. O antiprotestantismo no nacionalismo irlandês moderno é geralmente mais patriótico do que religioso, e é devido a ideologias políticas como o unionismo e a oposição ao governo local com a qual os protestantes se identificam. Na Irlanda do Norte, desde a fundação do Estado Livre Irlandês em 1921, os católicos, principalmente nacionalistas, sofreram discriminação sistemática pela maioria unionista protestante. Também, a mistura da identidade religiosa com a identidade nacional de ambas as facções reforçou os preconceitos anti-protestantes na província; Especificamente, a aceitação da bula papal Ne Temere, no início do século XX, destacou o anti-protestantismo irlandês, uma vez que essa bula exigia que crianças nascidas de casamentos entre católicos e protestantes recebessem uma educação católica.

## Hostilidade ao protestantismo histórico

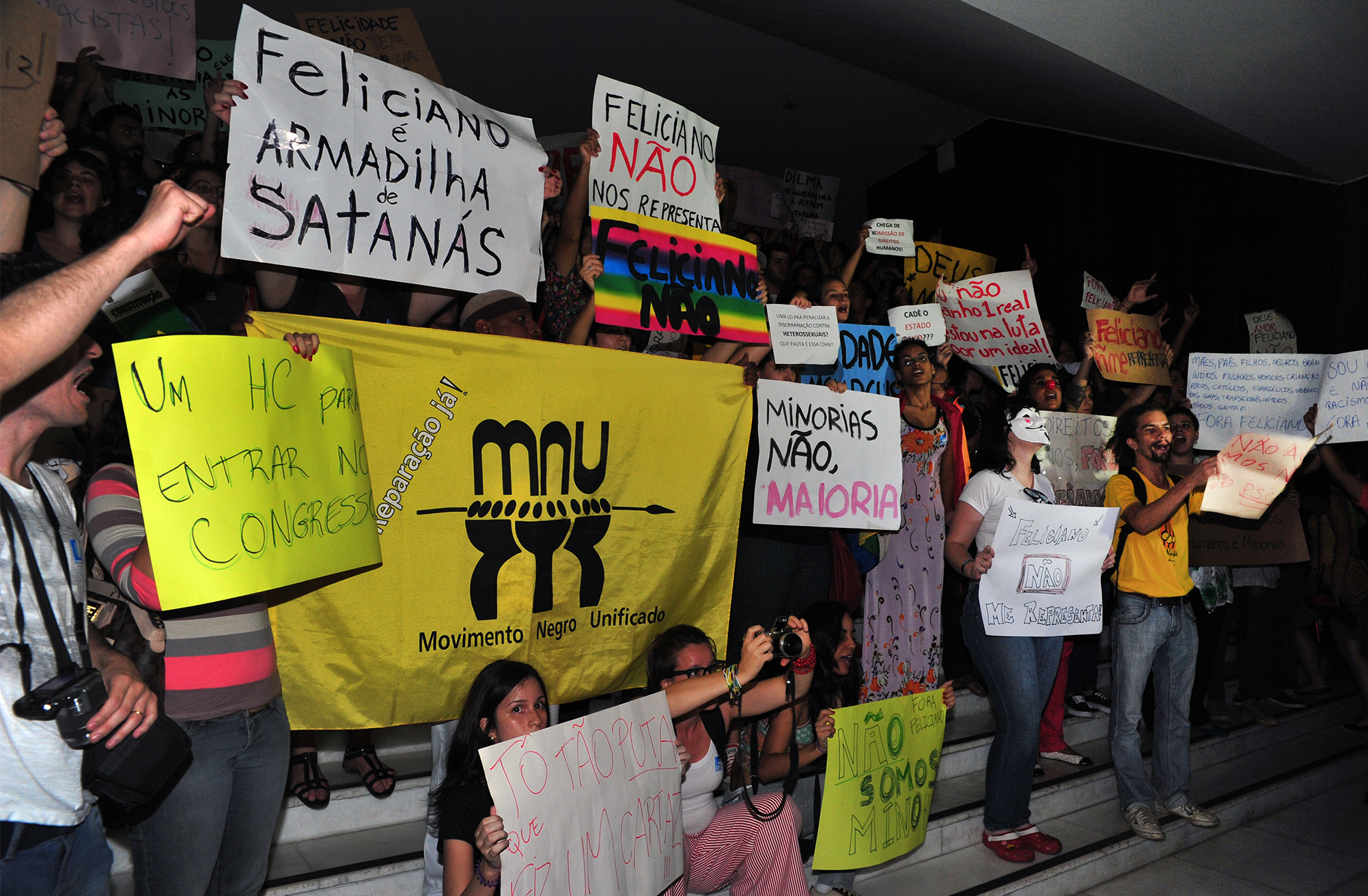
Manifestantes protestam contra a eleição do deputado e pastor neopentecostal Marco Feliciano como presidente da Comissão de Direitos Humanos e Minorias da Câmara dos Deputados do Brasil, em março de 2013.

Entre os cristãos teologicamente conservadores (incluindo católicos e cristãos ortodoxos, bem como evangélicos e protestantes fundamentalistas), as principais denominações protestantes são frequentemente caracterizadas como teologicamente liberais a ponto de não serem mais fiéis à Bíblia ou à tradição cristã histórica. Essas percepções estão frequentemente ligadas a eventos altamente divulgados, como a decisão de endossar o casamento do mesmo sexo pela Igreja Episcopal Anglicana do Brasil. Embora o liberalismo teológico esteja claramente presente na maioria das principais denominações, pesquisas mostram que muitos dentro das principais denominações se consideram moderados ou conservadores e mantêm visões teológicas cristãs tradicionais.

## Hostilidade ao evangelicalismo

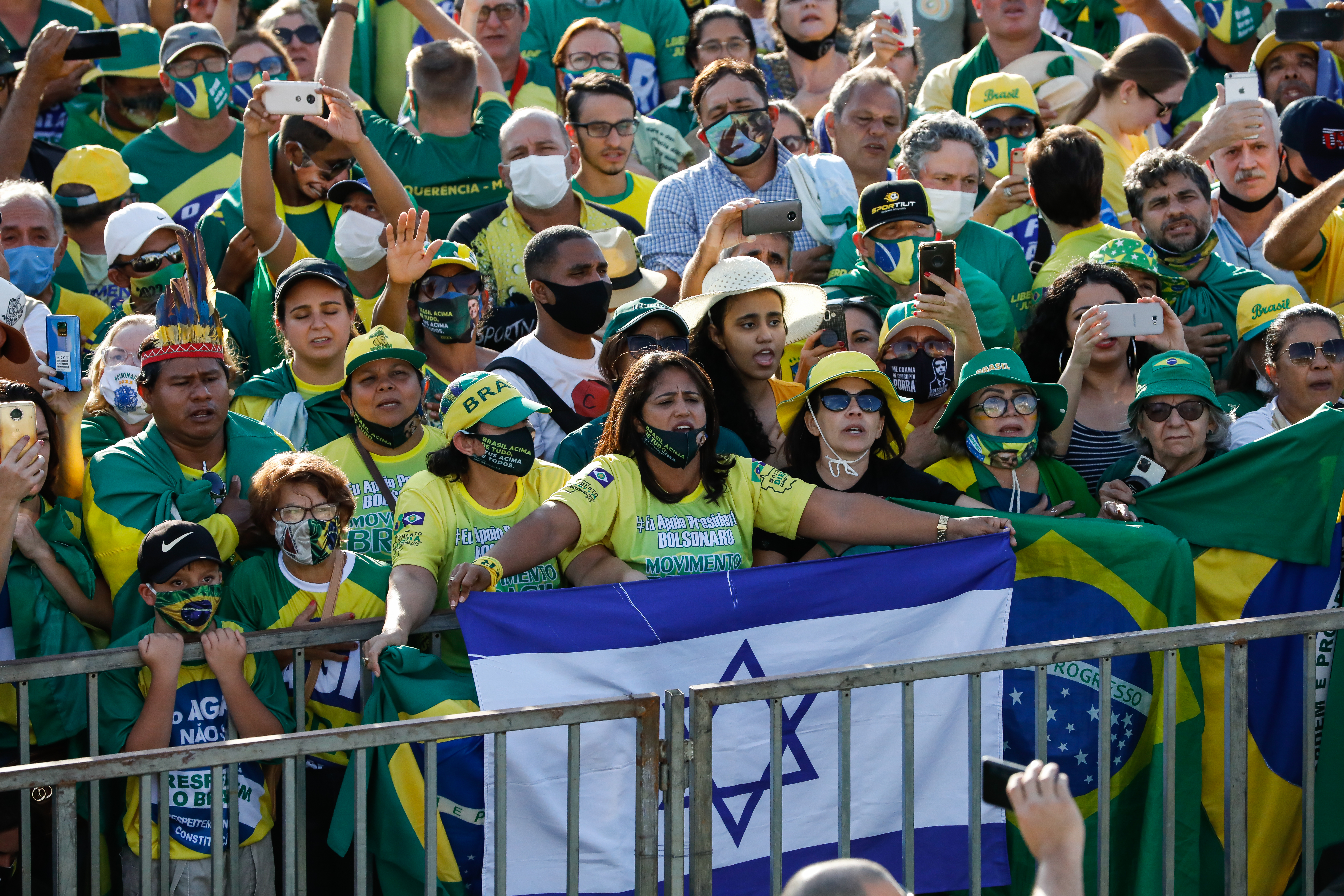
Uma manifestante segura uma bandeira de Israel durante um ato a favor do presidente brasileiro Jair Bolsonaro, em Brasília, em maio de 2021. As igrejas evangélicas dispensacionalistas consideram o reconhecimento de Jerusalém como capital de Israel como um pré-requisito para a segunda vinda de Cristo.

No Brasil, os críticos das políticas da Bancada Evangélica, como a oposição ao casamento entre pessoas do mesmo sexo e ao aborto, muitas vezes sugerem que os evangélicos são um grupo que quer implementar uma teocracia cristã no Brasil ou em outros países. Muitos autores indicaram o medo de uma potencial teocracia cristã como uma das razões de sua oposição à Bancada Evangélica.
Algumas igrejas evangélicas que defendem uma interpretação dispensacionalista da escatologia cristã foram acusadas de apoiar o sionismo e as comunidades judaicas construídas dentro dos territórios palestinos. Os críticos afirmam que esses evangélicos apóiam Israel para acelerar a construção do Terceiro Templo em Jerusalém, que os dispensacionalistas veem como um pré-requisito para o retorno de Jesus Cristo. No entanto, muitos evangélicos rejeitam o dispensacionalismo e apoiam os esforços de paz no Oriente Médio.

### Historiografia
- Bates, Lucy. "The Limits of Possibility in England's Long Reformation," Historical Journal (2010) 53#4 p. 1049–1070.
- Bradshaw, Brendan. "The Reformation and the Counter-Reformation," History Today (1983) 33#11 p. 42–45.
- Brady, Jr., Thomas A. "People's Religions in Reformation Europe," The Historical Journal (1991) 24#1 p. 173–82.
- De Boer, Wietse. "An Uneasy Reunion The Catholic World in Reformation Studies", Archiv für Reformationsgeschichte (2009), Vol. 100, p. 366-387.
- Dickens, A. G. and John M. Tonkin, eds. The Reformation in Historical Thought (Harvard University Press, 1985).
- Dixon, C. Scott. Contesting the Reformation (2012).
- Fritze, Ronald H. "The English Reformation: Obedience, Destruction and Cultural Adaptation", Journal of Ecclesiastical History (2005) 56#1 p. 107–15.
- Haigh, Christopher. "The recent historiography of the English Reformation". The Historical Journal (1982) 25#4 p. 995–1007.
- Haigh, Christopher. "The English Reformation: A Premature Birth, a Difficult Labour and a Sickly Child", The Historical Journal (1990) 33#2 p. 449–59.
- Haigh, Christopher. "Catholicism in Early Modern England: Bossy and Beyond," "Catholicism in Early Modern England: Bossy and Beyond", 45, no. 2 (2002): 481–94. (2002) 45#2 p. 481–94.
- Heininen, Simo / Czaika, Otfried: Wittenberg Influences on the Reformation in Scandinavia, European History Online, Mainz: Institute of European History, 2010.
- Hsia, Po-Chia, ed. A Companion to the Reformation World (2006), 29 saggi di studiosi.
- Hsia, R. Po-chia. "Reformation on the Continent: Approaches Old and New", Journal of Religious History (2004) 28#2 p. 162–170.
- Hsia, R. Po-Chia. "The Myth of the Commune: Recent Historiography on City and Reformation in Germany." Central European History (1987) 20#3 pp 203–215. in JSTOR.
- Karant-Nunn, Susan C. "Changing One's Mind: Transformations in Reformation History from a Germanist's Perspective," Renaissance Quarterly (2005) 58#2 pp 1101–1127. in JSTOR.
- MacCulloch, Diarmaid. "The Impact of the English Reformation," The Historical Journal (1995) 38#1 p. 151–53.
- MacCulloch, Diarmaid; Laven, Mary; Duffy, Eamon. "Recent Trends in the Study of Christianity in Sixteenth-Century Europe", Renaissance Quarterly (2006) 59#3 p. 697–731. in JSTOR
- Marnef, Guido. "Belgian and Dutch Post-war Historiography on the Protestant and Catholic Reformation in the Netherlands", Archiv für Reformationsgeschichte (2009) Vol. 100, p. 271–292.
- Marshall, Peter. "(Re)defining the English Reformation", Journal of British Studies (2009) 48#3 pp. 564–586.
- Menchi, Silvana Seidel. "The Age of Reformation and Counter-Reformation in Italian Historiography, 1939-2009", Archiv für Reformationsgeschichte (2009) Vol. 100, p. 193–217.
- Nieden, Marcel: The Wittenberg Reformation as a Media Event, European History Online, Mainz: Institute of European History, 2012.
- Scott, Tom. "The Common People in the German Reformation", The Historical Journal (1991) 24#1 p. 183–92. in JSTOR.
- Scott, Tom. "The Reformation between Deconstruction and Reconstruction: Reflections on Recent Writings on the German Reformation," German History (2008) 26#3 p. 406–422.
- Walsham, Alexandra. "The Reformation and 'The Disenchantment of the World' Reassessed." Historical Journal (2008) 51#2 p. 497–528.
- Wiesner-Hanks, Merry. "Gender and the Reformation," Archiv für Reformationsgeschichte (2009), Vol. 100, p. 350–365.